# L'Homme que j'aime
L'Homme que j'aime (tj. Muž, kterého miluji) je francouzský hraný film z roku 1997, který režírovala Stéphane Giusti podle vlastního scénáře. Film popisuje vztah dvou mladíků, z nichž jeden umírá na AIDS.

## Děj
Lucas pracuje jako plavčík v plovárně a věnuje se skokům do vody. Jednoho dne sem nastoupí nový údržbář Martin, který se netají s tím, že je gay, a s Lucasem otevřeně flirtuje. Lucasovi je jeho chování nepříjemné, má přítelkyni Lisu a o Martina nejeví sebemenší zájem. Jeho vztah k němu se začne pozvolna měnit poté, co se od svého otce, který lékař, dozví, že Martin je HIV pozitivní a umírá na AIDS. Lucas si také přiznává se potlačované city. Seznamuje se s Martinovou matkou i přáteli, rozejde se s Lisou a přestěhuje se k Martinovi, aby mu byl na konci jeho života na blízku.

## Obsazení
| Jean-Michel Portal    | Lucas                |
| Marcial Di Fonzo Bo   | Martin               |
| Mathilde Seigner      | Lise                 |
| Vittoria Scognamiglio | Martinova matka Rose |
| Jacques Hansen        | Lucasův otec         |
| Stéphane Lévêque      | Mathieu              |
| Karim Lounis          | Pablo                |
| Bernard Nissile       | Millau               |
| Bruno Bonomo          | kněz                 |
| Stéphane Giusti       | Jérôme               |